# حركة إرادة (حزب سياسي)
حركة ارادة هو حزب سياسي عراقي تابع للنائبة العراقية حنان الفتلاوي.
تحمل الحركة أول إجازة تأسيس حزب رسمي طبقًا لقانون الأحزاب الأخير

## تأسيس وهبوط الحزب
في أعقاب عام 2014 اكتسبت الفتلاوي شعبية كبيرة مما جعلها تنشق عن ائتلاف دولة القانون الذي يتزعمه نوري المالكي، وتأسيس حركة إرادة في 2015.
حصل الحزب على تأييد واسع في جنوب ووسط العراق خصوصًا بعد اعتصام مجلس النواب الداعي إلى تغيير جذري في السياسة العراقية والذي تزعمته الفتلاوي وهيثم الجبوري.
لم تستفد الفتلاوي من هذه الشعبية بسبب التخبط السياسي الذي عاشته الحركة، فقد دخلت انتخابات 2018 ولم تفز إلا بثلاثة مقاعد، وقد خسرت الفتلاوي مقعدها في المجلس.
وفي انتخابات 2021 انظمت الحركة إلى تحالف عمار الحكيم، ثم انسحبت منه بعد اشهر قليلة وانظمت الى ائتلاف دولة القانون لتعود الحركة من حيث بدأت، وتحصل على مقعد واحد فقط في المجلس.
وفي انتخابات مجالس المحافظات 2023، انسحبت الحركة من دولة القانون ثانيةً وانتقدتها بشدة، وانظمت الى تحالف نبني الذي يتزعمه هادي العامري، لتخسر خسارة كبيرة دون أي مقعد.

## وصلات خارجية
- الموقع الرسمي لـ حركة ارادة نسخة محفوظة 9 يناير 2019 على موقع واي باك مشين.